# Glypta argyrotaeniae
Glypta argyrotaeniae är en stekelart som beskrevs av Dasch 1988. Glypta argyrotaeniae ingår i släktet Glypta och familjen brokparasitsteklar. Inga underarter finns listade i Catalogue of Life.